# Kevin Tighe
Kevin Tighe, nato John Kevin Fishburn (Los Angeles, 13 agosto 1944), è un attore statunitense.

## Biografia
Tighe nacque a Los Angeles, figlio di un attore. La sua prima apparizione cinematografica, non accreditata, risale al 1967 nel film Il laureato. Dopo il servizio militare ritornò a recitare, lavorando sotto contratto per la Paramount Pictures, e conquistò la popolarità con il ruolo di Ray DeSoto nella serie televisiva Squadra emergenza, di cui interpretò 129 episodi tra il 1972 e il 1979. Tighe fece diverse apparizioni in altre serie, fra cui Adam-12, Love Boat, La signora in giallo, Star Trek: Voyager, Freaks and Geeks, Law & Order - I due volti della giustizia, 4400, West Wing - Tutti gli uomini del Presidente e Lost.
Tighe ebbe anche ruoli in alcuni film come Matewan (1987), Otto uomini fuori (1988), Un poliziotto a 4 zampe (1989), In corsa con il sole (1996), accanto a Jim Belushi, Il duro del Road House (1989), Ancora 48 ore (1990), Buon compleanno Mr. Grape (1993), L'uomo in uniforme (1993), per il quale vinse un Genie Award nel 1994, e La montagna della strega (1995), remake televisivo del film Incredibile viaggio verso l'ignoto (1975).

## Vita privata
Tighe vive dal 1985 nella contea di Skagit (stato di Washington) con la seconda moglie Rebecca Fletcher. Ha una figlia, Jennifer, nata dal precedente matrimonio.

## Filmografia parziale

### Cinema
- Il laureato (The Graduate), regia di Mike Nichols (1967)
- Matewan, regia di John Sayles (1987)
- Otto uomini fuori (Eight Men Out), regia di John Sayles (1988)
- Un poliziotto a 4 zampe (K-9), regia di Rod Daniel (1989)
- Il duro del Road House (Road House), regia di Rowdy Herrington (1989)
- Ancora 48 ore (Another 48 Hrs.), regia di Walter Hill (1990)
- Gli angeli volano basso (Bright Angels), regia di Michael Fields (1990)
- La città della speranza (City of Hope), regia di John Sayles (1991)
- Gli strilloni (Newsies), regia di Kenny Ortega (1992)
- Scuola d'onore (School Ties), regia di Robert Mandel (1992)
- L'uomo in uniforme (I Love a Man in Uniform), regia di David Wellington (1993)
- Buon compleanno Mr. Grape (What's Eating Gilbert Grape), regia di Lasse Hallström (1993)
- Geronimo (Geronimo: An American Legend), regia di Walter Hill (1993)
- L'ultima missione (Men of War), regia di Perry Lang (1994)
- Jade, regia di William Friedkin (1995)
- In corsa con il sole (Race the Sun), regia di Charles T. Kanganis (1996)
- Mumford, regia di Lawrence Kasdan (1999)
- Le valigie di Tulse Luper - La storia di Moab (The Tulse Luper Suitcases, Part 1: The Moab Story), regia di Peter Greenaway (2003)
- Today You Die, regia di Don E. FauntLeRoy (2005)
- San Valentino di sangue 3D (My Bloody Valentine), regia di Patrick Lussier (2009)

### Televisione
- Bonanza – serie TV, episodio 12x03 (1970)
- Adam-12 – serie TV, 1 episodio (1972)
- Squadra emergenza (Emergency!) – serie TV, 129 episodi (1972-1979)
- Sierra – serie TV, 1 episodio (1974)
- Ellery Queen – serie TV, episodio 1x20 (1976)
- Love Boat (The Love Boat) – serie TV, 1 episodio (1980)
- La signora in giallo (Murder, She Wrote) – serie TV, episodio 6x14 (1990)
- I racconti della cripta (Tales from the Crypt) – serie TV, 1 episodio (1990)
- La montagna della strega (Escape to Witch Mountain), regia di Peter Rader – film TV (1995)
- Star Trek: Voyager – serie TV, episodio 5x23 (1999)
- Freaks and Geeks – serie TV, 2 episodi (1999-2000)
- West Wing - Tutti gli uomini del Presidente (The West Wing) – serie TV,  episodio 3x04 (2001)
- Rose Red – miniserie TV, 3 episodi (2002)
- Law & Order - Unità vittime speciali (Law & Order: Special Victims Unit) – serie TV, episodi 9x02-17x19 (2007-2016)
- 4400 – serie TV, 2 episodi (2007)
- Lost – serie TV, 7 episodi (2005-2010)

## Doppiatori italiani
Nelle versioni in italiano delle opere in cui ha recitato, Kevin Tighe è stato doppiato da:
- Franco Zucca in Gli strilloni, A sangue freddo, San Valentino di sangue 3D
- Luciano De Ambrosis in Geronimo, Rose Red, Lost
- Romano Malaspina in Ellery Queen, I racconti della cripta
- Gil Baroni ne Il duro del Road House, Mumford
- Dario Penne in Today You Die, Leverage - Consulenze illegali
- Michele Kalamera in Un poliziotto a 4 zampe
- Renato Cortesi in Ancora 48 ore
- Sergio Rossi in La signora in giallo
- Massimo Cinque in Scuola d'onore
- Oreste Rizzini in Buon compleanno Mr. Grape
- Pietro Biondi in L'ultima missione
- Marcello Tusco in Jade
- Santo Versace in Law & Order: Criminal Intent
- Luca Dal Fabbro in Law & Order - Unità vittime speciali (ep. 9x02)
- Giorgio Lopez in Law & Order - Unità vittime speciali (ep. 17x19)
- Dario De Grassi in Lie To Me